# آسیه سیدهم
آسیه سیدهم (زادهٔ ۲۵ دسامبر ۱۹۹۶) بازیکن فوتبال است.
وی همچنین در تیم ملی فوتبال Algeria بازی کرده‌است.